# Campylomyza silvana
Campylomyza silvana är en tvåvingeart som beskrevs av Ephraim Porter Felt 1908. Campylomyza silvana ingår i släktet Campylomyza och familjen gallmyggor.
Artens utbredningsområde är British Columbia. Inga underarter finns listade i Catalogue of Life.